# Julienne, Charente
Julienne är en kommun i departementet Charente i regionen Nouvelle-Aquitaine i västra Frankrike. Kommunen ligger  i kantonen Jarnac som ligger i arrondissementet Cognac. År 2022 hade Julienne 540 invånare.

## Befolkningsutveckling
Antalet invånare i kommunen Julienne
Referens:INSEE